# Sonja Hoylaerts

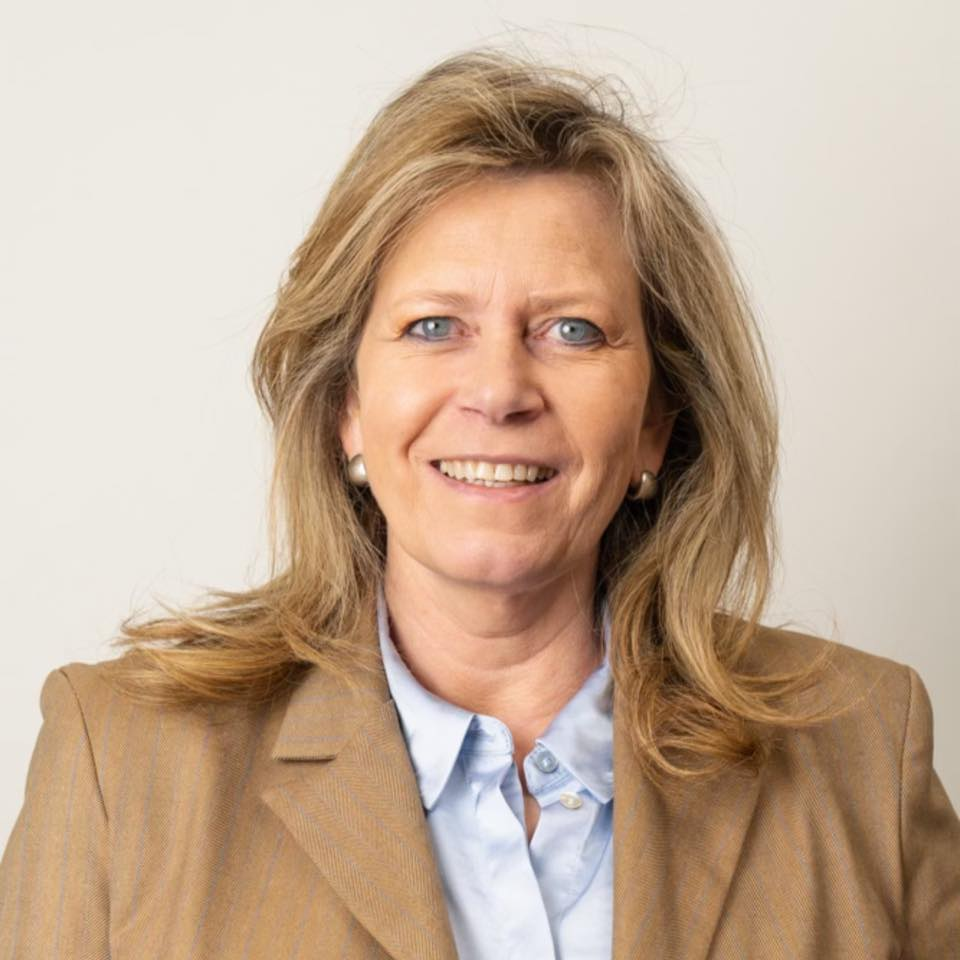
Sonja Hoylaerts

Sonja Valerie Françoise Hoylaerts (Etterbeek, 29 juli 1969) is een Belgisch politica die actief was voor het Vlaams Belang.

## Biografie
Hoylaerts studeerde marketing in Leuven en werd daarna als onderneemster actief in de horecasector. Ze werd eigenaar van verschillende horecazaken, zoals brasserie Fellini in Elsene, de feestzaal Magdalenazaal en het restaurant Viage in Brussel en restaurant Serenta in Zaventem. Nadat ze in 2023 vanuit haar horecazaak getuige was van een dodelijke vechtpartij aan het station van Zaventem, besloot ze de sector te verlaten en politiek actief te worden voor de partij Vlaams Belang.
Bij de Brusselse gewestverkiezingen van 9 juni 2024 werd Sonja Hoylaerts voor deze partij verkozen in het Brussels Hoofdstedelijk Parlement, waar ze zich ging inzetten rond veiligheid, stedelijke leefbaarheid en de versterking van de band tussen Brussel en Vlaanderen. Ook werd ze secretaris in de Raad van de Vlaamse Gemeenschapscommissie, waar ze als lid van de Nederlandstalige taalgroep in het Brussels Parlement automatisch zitting heeft en zich ging toeleggen op cultuur, onderwijs, jeugd en sport. Bij de gemeenteraadsverkiezingen van oktober 2024 voerde zij tevens de Vlaams Belang-lijst aan in de stad Brussel, maar ze raakte niet verkozen.
Een halfjaar na haar verkiezing besloot ze in december 2024 uit het Vlaams Belang te stappen, omdat zich niet thuis voelde in de partij. Vervolgens ging Hoylaerts als onafhankelijk parlementslid zetelen.